# Gare de Luc-sur-Mer
Pour les articles homonymes, voir Gare de Luc.
La gare de Luc-sur-Mer est une gare ferroviaire française des chemins de fer secondaires, ouverte en 1875 et fermée en 1950, située sur la commune de Luc-sur-Mer, dans le département du Calvados en région Normandie. Elle était desservie à la fois par la ligne de Caen à la mer, et par les Chemins de fer du Calvados.

## Situation ferroviaire
La gare de Luc-sur-Mer est située au kilomètre 23, de la voie unique de la ligne de Caen à la mer, entre la gare de Chapelle-la-Délivrande en direction de la gare de Caen-Saint-Martin et la gare de Langrune en direction de la gare de Courseulles.

Plan de voies

## Histoire

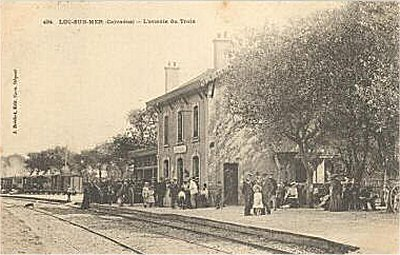
Gare de Luc-sur-Mer à la Belle-Époque.

La gare est ouverte à partir de 1875, en même temps que la ligne dont elle est le terminus. En juillet de l’année suivante elle bénéficie de l'extension de cette ligne jusqu'à Courseulles-sur-Mer. 
À partir de 1891, la gare de Luc est desservie en outre par la ligne à voie étroite des Chemins de fer du Calvados (CFC) qui vient de la gare de Caen-Saint-Pierre, via Ouistreham. En 1900 un troisième rail équipe la voie entre Luc et Courseulles afin de relier le réseau de Caen à celui de Bayeux. Sur la photo ci-contre, on distingue sur la partie gauche en arrière-plan, le matériel à voie de 60 cm. C'est à la sortie de la gare de Luc en direction de Courseulles, et après les aiguilles de la gare, que la voie étroite s'interpénétre dans la voie normale par un troisième rail.
Dans les années 1930, des trains directs Paris-Courseulles sont exploités par la Compagnie des chemins de fer de l'État et passent ainsi à Luc-sur-Mer. 
En 1932, la voie étroite des CFC entre Luc et Courseulles est fermée en même temps que le réseau de Bayeux. En 1944, la bataille de Caen endommage la ligne Caen - Luc des CFC qui ferme alors définitivement. Pénalisée par l’obsolescence de son matériel roulant et concurrencée par le développement de l'automobile, la ligne à voie standard ferme à son tour en 1950.

## Particularités
- La gare se situe avenue Carnot
- Il est à noter les ornements de charpente qui caractérisent les principales gares de la ligne Caen-la Mer.
- La gare de Luc-sur-Mer abrite une  école de Musique.